# Samuel Augustus Mitchell
Samuel Augustus Mitchell (Bristol, SAD, 1790. − Philadelphia, 20. prosinca 1868.), američki zemljopisac, kartograf i izdavač koji je djelovao u Philadelphiji tijekom 19. stoljeća.
Rođen je u Bristolu, američkoj saveznoj državi Connecticut. Karijeru je započeo kao školski učitelj, a nezadovoljan greškama koje je pronalazio u udžbenicima i na zemljovidima od 1830-ih godina odlučio se izrađivati iste na svoju ruku. Zbog izuzetne pedantnosti ubrzo se profilirao kao jedan od najznačajnijih kartografa svog vremena. Izdao je nekoliko atlasa među kojima su neki tiskani i po 400.000 primjeraka godišnje. Nakon njegove smrti 20. prosinca 1868. godine obiteljski posao preuzeo je njegov istoimeni sin koji je izdavao zemljovide do kasnih 1880-ih godina.

## Opus
- Travellers' Guide through the United States (1832.)
- Mitchell's School Atlas (1839.)
- A General View of the World (1841.)
- A new universal atlas (1850.)
- Mitchell’s General Atlas (1860.)

## Poveznice
- Povijest kartografije